# Hatsudai
Hatsudai (初台) est un quartier de Tokyo situé dans l'arrondissement de Shibuya. Il est composé de deux sections : Hatsudai 1-chome (53 blocs) et 2-chome (30 blocs).
Principalement résidentiel, la plupart des commerces se situent autour de la rue commerçante se trouvant devant la sortie sud de la gare et le long des frontières du quartier.

## Géographie

### Situation
Hatsudai est bordé au nord par les quartiers de Nishi-Shinjuku (arrondissement de Shinjuku) et Honmachi (arrondissement de Shibuya), de l'autre côté de la Kōshū Kaidō, à l'est par celui de Yoyogi (arrondissement de Shibuya), au sud ceux de Nishihara et Motoyoyogi-cho (arrondissements de Shibuya). 
Le quartier est délimité au nord par la Kōshū Kaidō et à l'est par la Yamate-dori (ja).
Hatsudai se trouve sur le plateau d'Hatsudai, qui est une partie du plateau de Musashino. L'élévation est de 39 m au-dessus de la mer au niveau de la gare et de la Kōshū Kaidō, et descend progressivement jusqu'à 29 m au niveau de sa pointe sud, Hatsudai Sakashita.

### Démographie
| District         | Habitations | Population | Homme | Femme |
| ---------------- | ----------- | ---------- | ----- | ----- |
| Hatsudai 1-chōme | 2 775       | 4 466      | 2 145 | 2 321 |
| Hatsudai 2-chōme | 2 278       | 4 163      | 2 008 | 2 155 |
| Total            | 5 053       | 8 629      | 4 153 | 4 476 |

| Année                    | Population |
| ------------------------ | ---------- |
| 2012                     | 7 615      |
| 2013                     | 7 714      |
| 2014                     | 7 805      |
| 2015                     | 7 950      |
| 2016                     | 8 108      |
| 2017                     | 8 330      |
| 2018                     | 8 535      |
| 2019                     | 8 540      |
| 2020 (1er novembre 2020) | 8 629      |

| Année                    | Total | Femme | Homme | Japonais | Non-Japonais |
| ------------------------ | ----- | ----- | ----- | -------- | ------------ |
| 2015                     | 7 950 | 4 127 | 3 823 | 7 726    | 224          |
| 2016                     | 8 108 | 4 196 | 3 912 | 7 863    | 245          |
| 2017                     | 8 330 | 4 329 | 4 001 | 8 060    | 270          |
| 2018                     | 8 535 | 4 442 | 4 093 | 8 260    | 275          |
| 2019                     | 8 540 | 4 447 | 4 093 | 8 284    | 256          |
| 2020 (1er novembre 2020) | 8 629 | 4 476 | 4 153 | 8 373    | 256          |

## Histoire

### Ère Edo
Deux théories existent à propos de l'origine d'Hatsudai. D’après la première, il s'agirait du nom d'une forteresse construite par Ōta Dōkan (1432-1486) à l'époque de Muromachi. En effet, en japonais, 初台 peut signifier « le premier poste d'observation ». Une autre est liée au temple Shōshunji (ja), un temple proche d'Hatsudai. En 1591 la nourrice de Tokugawa Hidetada, nommée Hatsudai Tsubone, aurait reçu un domaine de 200 koku situé en ce lieu. Sa fille Umezono Tsubone fit construire en 1620 un temple sur le domaine familial, dont le nom initial fut Sensaji. Par la suite, en 1692 le temple fut renommé Shōshunji.

### Ère Meiji
En 1889, les villages de Yoyogi et d'Hatagaya décidèrent de fusionner sous le nom de Yoyohata (ja). Hatsudai se trouvant a équidistance de Yoyogi et d'Hatagaya, il devint le centre du village. Le passage de la Kōshū Kaidō lui procura une importante prospérité.

### Ère Taishō
Le 11 juin 1914, est ouverte la gare de Kaiseibashi de la ligne Keiō, d’après le nom d'un pont se trouvant en face de la gare et chevauchant l'aqueduc de Tamagawa. En 1919, elle change de nom et devient la gare de Hatsudai.

### Ère Shōwa
Les 22-23 septembre 1970, a lieu la première édition du festival Awa-odori d'Hatsudai, originellement créé pour revitaliser le quartier et organisé par l'association de la rue commerçante d'Hatsudai pour coïncider avec le festival du sanctuaire Yoyogi Hachiman.
Le 31 octobre 1978, les quais de la ligne Keiō sont fermés et ceux de la ligne nouvelle Keiō sont ouverts.

### Ère Reiwa
Les 22-23 septembre 2019, a lieu la 50e édition du festival Awa-odori.

## Transport
- Ligne nouvelle Keiō, station KO-02. La gare comporte trois sorties : l'une donne sur la rue commerçante, une autre passe sur la Kōshū Kaidō et débouche dans le quartier voisin d'Honmachi, et enfin une dernière débouche dans Tokyo Opera City.

## Culture locale et patrimoine
- Route verte d'Hatsudai : il s'agit de la section se trouvant à l'intérieur des limites d'Hatsudai de la Route verte de l'ancienne voie de l'aqueduc de Tamagawa. D'une longueur totale de 18 kilomètres et bordée de cerisiers, elle est découpée en cinq tronçons : Route verte de Yoyogi, Route verte d'Hatsudai, Route verte d'Hatagaya, Route verte d'Oyama, et enfin Route verte de Sazazuka, qui a la particularité d'inclure deux zones humides. L'aqueduc de Tamagawa proprement dit ne commence plus à notre époque qu'à partir de Daitabashi. Chaque section comporte un parc municipal. En été, la fontaine du parc d'Hatsudai est alimentée en eau, créant ainsi une pataugeoire dans laquelle les enfants peuvent s'amuser.
- Festival Awa-odori annuel les 22 et 23 septembre, le long de la rue commerçante à la sortie de la gare. La 50e édition fut célébrée en 2019[6].
- Rivière Hatsudai et pont d'Hatsudai : comme de nombreuses rivières de Tokyo, la rivière Hatsudai[7] fut recouverte dans le cadre du plan de développement liés aux Jeux olympiques d'été de 1964[8]. Une partie de la rivière, près de la station Hatagaya, ainsi qu'un pont, restent visibles.

## Personnalités liées à ce quartier
- Katai Tayama, un romancier des ères Meiji et Taishō.
- Miyake Setsurei (en), un philosophe et écrivain des ères Meiji, Taishō et Shōwa[9].